# Milena Canonero
Milena Canonero (Torí, Piemont, 13 de juliol de 1949) és una dissenyadora de vestuari italiana, guanyadora de quatre Oscars.

## Biografia
Estudià art, història del disseny i disseny de vestuari a Gènova. Inicià la seva carrera artística a Londres, on treballà en diversos anuncis de televisió, i conegué el director Stanley Kubrick, que li donà l'oportunitat de realitzar el vestuari per a A Clockwork Orange (1971) i posteriorment per a Barry Lyndon, que li donà el seu primer Premi Oscar juntament amb Ulla-Britt Söderlund.
Posteriorment treballà a les ordres, entre d'altres, d'Alan Parker a Midnight Express (1978); Hugh Hudson a Carros de foc (1981), que li donà el seu segon Oscar; Francis Ford Coppola a The Cotton Club (1984), Tucker: The Man and His Dream (1988) i The Godfather Part III; Sydney Pollack a Out of Africa (1985); Warren Beatty a Dick Tracy (1988) i Bulworth (1998); Louis Malle a Damage (1992); Roman Polanski a La mort i la donzella (1994); Wes Anderson a The Life Aquatic with Steve Zissou (2004), The Grand Budapest Hotel (2014) o The French Dispatch (2021); o Sofia Coppola a Maria Antonieta (2006).
El 1980 es casà amb l'actor estatunidenc Marshall Bell.

## Premis i nominacions

### Premis Oscar
| Any  | Categoria       | Pel·lícula                    | Resultat  |
| ---- | --------------- | ----------------------------- | --------- |
| 1975 | Millor vestuari | Barry Lyndon                  | Guanyador |
| 1981 | Millor vestuari | Chariots of Fire              | Guanyador |
| 1985 | Millor vestuari | Out of Africa                 | Nominat   |
| 1988 | Millor vestuari | Tucker: The Man and His Dream | Nominat   |
| 1990 | Millor vestuari | Dick Tracy                    | Nominat   |
| 1999 | Millor vestuari | Titus                         | Nominat   |
| 2001 | Millor vestuari | The Affair of the Necklace    | Nominat   |
| 2006 | Millor vestuari | Maria Antonieta               | Guanyador |
| 2014 | Millor vestuari | The Grand Budapest Hotel      | Guanyador |

### Premis BAFTA
| Any  | Categoria       | Pel·lícula               | Resultat  |
| ---- | --------------- | ------------------------ | --------- |
| 1975 | Millor vestuari | Barry Lyndon             | Nominat   |
| 1981 | Millor vestuari | Chariots of Fire         | Guanyador |
| 1985 | Millor vestuari | The Cotton Club          | Guanyador |
| 1986 | Millor vestuari | Out of Africa            | Nominat   |
| 1991 | Millor vestuari | Dick Tracy               | Nominat   |
| 2006 | Millor vestuari | Maria Antonieta          | Guanyador |
| 2014 | Millor vestuari | The Grand Budapest Hotel | Guanyador |
| 2021 | Millor vestuari | The French Dispatch      | Nominat   |